# Angelo Scalzone
Angelo Scalzone, detto don Peppino (Casal di Principe, 2 gennaio 1931 – Villejuif, 29 aprile 1987), è stato un tiratore di tiro a volo italiano.

## Biografia
Vinse la medaglia d'oro Giochi olimpici estivi di Monaco di Baviera 1972 nel tiro a volo specialità fossa olimpica, con il punteggio record di 199/200, davanti al tiratore francese Michel Carrega (198/200) e all'altro italiano Silvano Basagni (195/200).
Morì nel 1987, all'età di 56 anni, a causa di un tumore al fegato.
Anche suo figlio Roberto (1962-2019) era tiratore a volo..